# Scutosaurus
Scutosaurus ('schildhagedis') is een geslacht van uitgestorven reptielen uit de familie Pareiasauridae met als enige soort Scutosaurus karpinski. Deze leefde tijdens het Laat-Perm. De geslachtsnaam verwijst naar grote pantserplaten verspreid over zijn lichaam. Het was een groot anapside reptiel waarvan, in tegenstelling tot de meeste reptielen, de poten zich onder zijn lichaam bevonden om zijn grote gewicht te dragen. Fossielen zijn gevonden in de Sokolki Assemblage Zone van de Malokinelskaya-formatie in Europees Rusland, dicht bij het Oeralgebergte, daterend uit het Laat-Perm (Lopingien) tussen 264 en 252 miljoen jaar geleden.

## Onderzoeksgeschiedenis
De eerste fossielen werden ontdekt door de Russische paleontoloog Vladimir Prokhorovich Amalitskii tijdens het documenteren van planten- en diersoorten in de sedimenten van het Boven-Perm in de noordelijke Dvina-rivier, het district Archangelsk, Noord-Europees Rusland. Amalitskii had de plek in 1899 ontdekt en hij en zijn vrouw Anne Amalitskii bleven tot 1914 toezicht houden op de opgravingen, waarbij ze talloze bijna complete en gearticuleerde (in hun natuurlijke positie) skeletten terugvonden die behoorden tot een menagerie van verschillende dieren. Officiële diagnoses van deze exemplaren liepen vertraging op vanwege de Eerste Wereldoorlog. De eerste gepubliceerde naam van wat nu Scutosaurus karpinskii wordt genoemd, was in 1917 door de Britse zoöloog David Meredith Seares Watson, die een reconstructie van zijn scapulocoracoïde onderschreef op basis van het slecht bewaard gebleven exemplaar PIN 2005/1535 Pariasaurus karpinskyi, Amalitz (met dank aan Amalitskii voor de naam). Amalitskii overleed later dat jaar, en de feitelijke diagnose van het dier werd postuum gepubliceerd in 1922, met de naam Pareiosaurus karpinskii, en het holotype-exemplaar werd aangeduid als het bijna complete skelet PIN 2005/1532. Er werden ook drie gedeeltelijke schedels gevonden, maar Amalitskii besloot deze af te splitsen in nieuwe soorten als Pareiosaurus elegans, Pareiosaurus tuberculatus en Pareiosaurus horridus. 'Pariasaurus' en 'Pareiosaurus' waren beide spelfouten van de Zuid-Afrikaanse Pareiasaurus. In 1930 zei de Sovjet-paleontologe Aleksandra Paulinovna Anna Hartmann-Weinberg dat het materiaal van Pareiasaurus uit Noord-Dvina slechts een soort vertegenwoordigt, en dat deze soort voldoende verschilde van andere pareiasauriërs om het in een nieuw geslacht te plaatsen. Hoewel Amalitskii de unieke geslachtsnaam Pareiosaurus had gebruikt, was dit een ongeluk, en ze verklaarde dat Pareiosaurus een jonger synoniem was van Pareiasaurus, en richtte het geslacht Scutosaurus op. Ze gebruikte de spelling karpinskyi voor de soortnaam, maar wisselde naar karpinskii in 1937. Tegelijkertijd splitste ze ook een andere unieke soort Proelginia permiana af op basis van de gedeeltelijke schedel PIN 156/2. In 1968 beschouwden de Russische paleontoloog N. N. Kalandadze en collega's Proelginia als synoniem met Scutosaurus. Omdat de overblijfselen niet goed bewaard zijn gebleven, is de geldigheid van Proelginia onduidelijk. Paleontoloog Mikhail Feodosevich Ivakhnenko benoemde de nieuwe soort Scutosaurus itilensis op basis van schedelfragmenten PIN 3919 en wekte de naam Scutosaurus tuberculatus weer tot leven, maar de Australische bioloog Michael S. Y. Lee beschouwde beide acties in 2000 als ongerechtvaardigd. In 2001 diende Lee een verzoekschrift in bij de International Commission on Zoological Nomenclature om de spelling karpinskyi formeel te negeren (omdat Watson duidelijk niet de bedoeling had dat zijn werk een formele beschrijving van de soort zou zijn, en karpinskii veel populairder werd gebruikt) en vermeld het citaat van de auteur als Amalitskii, 1922.
Scutosaurus is een veel voorkomend fossiel op de locatie in Noord-Dvina en is bekend van zes op zijn minst redelijk complete skeletten, evenals talrijke verschillende geïsoleerde lichaams- en schedelresten, en schubben (osteodermen). Het is de meest volledig bekende pareiasauriër. Alle exemplaren van Scutosaurus dateren uit het Boven-Tataarse (Vyatskian) Russische fauna-stadium, wat ongeveer overeenkomt met het Lopingien van het Boven-Perm (259-252 miljoen jaar geleden). In 1996 beschreef de Russische paleontoloog Valeriy K. Golubev de fauna-zones van de vindplaats en vermeldde de Scutosaurus-zone als zich uitstrekkend van ongeveer het middelste Wuchiapingien tot het middelste Changhsingien, dat volgde op het Proelginia-stadium dat begon in het vroege Wuchiapingien.

## Anatomie
Pareiasauriërs behoorden tot de grootste reptielen tijdens het Perm. Scutosaurus is een vrij grote pareiasauriër, met een lengte van ongeveer 2,5 tot drie meter. Het hele lichaam zou bedekt zijn geweest met ruwe osteodermen, die een centrale nok met een doorn hebben. Deze osteodermen lijken grotendeels gescheiden van elkaar te zijn geweest, maar zijn mogelijk nauw aan elkaar gehecht over de schouder en het bekken, zoals bij Elginia. De ledematen droegen kleine conische noppen. Pareiasauriërs hebben een kort, stevig lichaam en een korte staart. Scutosaurus heeft negentien presacrale wervels. Pareiasauriërs, evenals vele andere veel voorkomende herbivore tetrapoden uit het Perm, hadden een groot lichaam, tonvormige ribbenkast en gezwollen ledematen en borst- en bekkengordels. Het schouderblad van Pareiasaurus is groot, plaatachtig, enigszins uitgezet in de richting van de arm en verticaal georiënteerd. Het acromion (dat aansluit op het grote sleutelbeen) is kort en stomp, zoals die van vroege schildpadden, en bevindt zich aan de onderkant van het schouderblad. Bij gearticuleerde exemplaren (waarbij de posities van de gewrichtsbeenderen bewaard zijn gebleven), is er een kleine opening tussen het sleutelbeen en het schouderblad. Vroege pareiasauriërs hebben een cleithrum dat langs het schouderblad loopt, maar latere pareiasauriërs, waaronder Scutosaurus, verloren dit. De vingers op de handen en voeten zijn kort. De ruggenwervels zijn kort, lang en robuust en ondersteunden grote en sterk gebogen ribben. De brede torso heeft mogelijk gezorgd voor een uitgebreid spijsverteringsstelsel.
De wangen lopen sterk uit en eindigen met lange puntige nokken. De nokken van de schedel zijn over het algemeen veel prominenter dan die van andere pareiasauriërs. De maxilla heeft een hoorn net achter de neusgaten. De twee gaten aan de achterkant van het verhemelte (de interpterygoïde holtes) zijn groot. Alle pareiasauriërs hebben brede snuiten met daarin een rij dicht opeengepakte, lange, bladachtige en heterodonte tanden met een variërend aantal knobbels, afhankelijk van de tand en de soort. Scutosaurus heeft achttien tanden in de bovenkaak (die overal negen tot elf knobbels hebben) en zestien in de onderkaak (dertien tot zeventien knobbels). De toppen van de boventanden steken iets naar buiten. De tongzijde van de ondertanden heeft een driehoekige richel en sommige willekeurige tanden in beide kaken kunnen een cusped cingulum hebben. In tegenstelling tot andere pareiasauriërs heeft Scutosaurus een klein knobbeltje (een benig uitsteeksel) aan de basis van de schedel tussen de basale tubera.

## Paleobiologie
Scutosaurus was een enorm gebouwd reptiel, met benige bepantsering en een aantal stekels die zijn schedel versierden. Ondanks zijn relatief kleine formaat was Scutosaurus zwaar en door zijn korte poten kon hij lange tijd niet snel bewegen, waardoor hij kwetsbaar werd voor aanvallen door grote roofdieren. Om zichzelf te verdedigen had Scutosaurus een dik skelet bedekt met krachtige spieren, vooral in het nekgebied. Onder de huid bevonden zich rijen harde, benige platen (scutes) die fungeerden als een vorm van brigandinepantser.
Als planteneter die in een semi-aride klimaat leeft, inclusief woestijnen, zou Scutosaurus lange tijd wijd hebben rondgezworven om vers gebladerte te vinden om te eten. Het kan dicht bij de rivieroevers en overstromingsvlakten zijn gebleven waar het plantenleven overvloediger zou zijn geweest, en dwaalde alleen verder weg in tijden van droogte. Zijn tanden waren afgeplat en konden de bladeren en jonge takken wegslijpen voordat ze ze in zijn dikke darm verteerden. Scutosaurus slikte gastrolieten in om planten te verteren. Gezien het feit dat hij constant moest eten, leefde Scutosaurus waarschijnlijk alleen of in zeer kleine kuddes, om te voorkomen dat grote delen van hun eetbare planten werden blootgelegd.
Lang werd gedacht dat pareiasauriërs landbewonend waren, maar het is moeilijk om hun bewegingsbereik te beoordelen gezien het gebrek aan moderne anatomische analogen. In 1987 veronderstelde Ivakhnenko dat ze amfibisch waren vanwege de diepe en laaggelegen borstgordel, korte maar gezwollen ledematen en dik kraakbeen op de ledematen, die doen denken aan de in het water levende doejong. Latere studies - inclusief stabiele isotopenanalyses en voetafdrukanalyses - op verschillende Afrikaanse en Euraziatische overblijfselen hebben allemaal resultaten gerapporteerd die consistent zijn met terrestrisch gedrag. Caseïden hebben in grote lijnen dezelfde bouw als pareiasauriërs en vertoonden mogelijk dezelfde voortbewegingsgewoonten. Beiden hebben dunne, poreuze lange botten, wat consistent is bij moderne duikende wezens, maar de algehele zware torso zou dergelijk gedrag belemmeren. Desalniettemin hebben vergelijkbare graviportale wezens veel dikkere lange botten. In 2016 suggereerden zoöloog Markus Lambertz en collega's, op basis van de dunne botten en korte nek die niet geschikt zijn om laaggelegen planten te bereiken, dat caseïden overwegend in het water levende organismen waren en slechts met korte tussenpozen aan land kwamen. Over het algemeen lijkt anatomisch bewijs op gespannen voet te staan met isotopisch bewijs; het is mogelijk dat de botanatomie meer verband hield met het gewicht van het dier dan met zijn levensstijl.
Net als andere pareiasauriërs is aangetoond dat Scutosaurus een snelle initiële groeisnelheid heeft gehad, met cyclische groei-intervallen. Na deze mogelijk relatief korte jeugdperiode zou een individu vijfenzeventig procent van zijn volledige grootte hebben bereikt en nog een aantal jaren in een langzamer tempo blijven groeien. Deze overgang van snelle naar langzame groei betekende mogelijk het begin van geslachtsrijpheid.
In 2021 bleek uit een studie met volumetrische schattingen dat Scutosaurus waarschijnlijk ongeveer 1.160 kilogram woog, vergelijkbaar met levende zwarte neushoorns of koeien.

## Paleo-ecologie
Scutosaurus komt uit de Salarevskaya-formatie, die een uniforme rode kleur heeft en paleosole bereiken omvat, die zich afzetten in cyclisch ondiep water en droog gebied. Deze  paleosole bereiken zijn zeer variabel in vorm en grootte in de hele formatie, wat kan betekenen dat ze uit verschillende bronnen kwamen (polygeen). Paleosolen verdwijnen geleidelijk in het bovenste deel van de formatie waar de dikte van de bedden veel meer onderbroken en onregelmatiger wordt (van enkele millimeters tot enkele meters), en het verschijnen van blauwe vlekken die de opeenhoping van gereduceerde ijzeroxiden kunnen vertegenwoordigen. Deze bedden worden afgedekt door een carbonaatschaal, variërend van een kleine knoop tot wel een meter dik. De paleosolen en schelpen hebben gaten achtergelaten door plantenwortels, maar deze zijn afwezig in de klei-siltsteen breccia's en zandlenzen. De formatie wordt doorgaans verklaard als het resultaat van verschillende catastrofale overstromingen die tijdens natte seizoenen over droge tot halfdroge vlakten spoelden, met verschillende tijdelijk gevulde waterlopen en permanent droge meren.
Scutosaurus was een lid van de pareiasaurisch-gorgonopsische fauna die dateert uit het Boven-Tatarien en werd gedomineerd door pareiasauriërs, anomodonten, gorgonopsiërs, therocephaliërs en cynodonten. In tegenstelling tot eerdere bedden zijn dinocephaliërs volledig afwezig. Scutosaurus wordt geïdentificeerd in de Sokolki-fauna, die voornamelijk de voormalige drie groepen bevat. De enige andere herbivoor dan Scutosaurus is Vivaxosaurus. Carnivoren komen in plaats daarvan veel vaker voor, de grootste geïdentificeerde is Inostrancevia (I. latifrons en I. alexandri); de andere gorgonopsiden zijn Pravoslavlevia en Sauroctonus progressus. Andere carnivoren zijn de therocephaliër Annatherapsidus petri en de cynodont Dvinia; chroniosuchide en seymouriamorfe amfibieën zijn ook geïdentificeerd, waaronder Karpinskiosaurus, Kotlassia en Dvinosaurus. Wat planten betreft, heeft het gebied verschillende mossen, lepidofyten, varens en peltaspermaceaeen opgeleverd.

## Fossielen
Fossielen van Scutosaurus karpinski dateren van 250 miljoen jaar geleden en zijn gevonden in het noorden van Rusland bij Sokolki, Malaya Severnaya en de Dvina-rivier nabij Archangelsk. Op dezelfde locatie zijn ook de fossielen van Inostrancevia alexandri, de basale cynodont Dvinia prima en Dicynodon trautscholdi gevonden.